# Imotski rafioli
Imotski rafioli su tradicionalni hrvatski kolač s područja Imotske krajine koji se spravlja po recepturi koja je stara više od 150 godina. Tradicijska priprema ovih kolača vezana je uz velike događaje u životu ljudi kao što su vjenčanje, veliki blagdani ili druge svečanosti.
Imotski rafioli su poprilično trajna slastica u smislu da mogu nakon spravljanja odležavati duži vremenski period i opet zadržati izvorni okus i nutritivna svojstva što je inače u povijesti bila vrlo tražena osobina zbog toga što nije bilo suvremenih načina za očuvanje namirnica od kvarenja. Specifičnost imotskih rafiola je i da se spravljaju od namirnica koje su povijesno dostupne u kraju imotske krajine već stoljećima te su zbog toga od iznimne važnosti za Hrvatsku u kulturološkom, tradicijskom i proizvodnom smislu kao proizvod koji obilježava naslijeđe ostavljeno od predaka i civilizacijsko dostignuće ljudi imotske krajine. 
Republika Hrvatska je kroz hrvatsku gospodarsku komoru zaštitila imotske rafiole znakom Izvorno hrvatskoza očuvanje tradicije i kulturnog naslijeđa imotskog kraja.
Imotski rafioli u današnje vrijeme jednako su cijenjeni kao slastica ali i kao izvorni suvenir imotske krajine te dar dragom gostu. Običaj koji se održao u imotskoj krajini prilikom svadbe u vrijeme kada se okupljaju svatovi da svaka kuća u selu pripremi rafiole i odnese u kuću domaćina gdje se održava svadba.
Rafioli su okusom najbolji nakon nekoliko dana odležavanja.
Za aromatičniji nadjev po želji se može dodati narančinu koricu i grožđice.
Premda se rafioli u raznim verzijama pripremaju diljem Hrvatske samo su Imotski rafiol prepoznati i zaštićeni zbog svoje specifičnosti od strane HGK. 

## Pogledati još
- Izvorno hrvatsko
- Imotska torta

## Recept
- Recept na wikiknjigama